# Chorotega
Chorotega (Čorotegi), skupni naziv indijanskim plemenima raspršenim kroz Srednju Ameriku od južnog Hondurasa, odnosno od zaljeva Fonseca na jug do zaljeva Nicoya u Kostariki. Lingvistički Čorotegi se s meksičkim Chiapanecima povezuju u porodicu Chorotegan ili Manguean. Svi njihovi jezici nestali su u 18. (Kostarika) i 19. stoljeću (Nikaragva).

## Plemena
Chorotegi su se kroz svoju povijest dijeli na više plemena ili lokalnih skupina koja su govorila srodnim jezicima. Među njima se razlikuju:
- Chorotega vlastiti, ?
- Choluteca, sa zaljeva Fonseca u Hondurasu.
- Mangue, na pacifičkoj obali Nikaragve, podijeljeni na plemena 
  - a) Diriá i
  - b) Nagrandan.
- Orotiña, najjužnija gripa plemena sa zaljeva Nicoya u Kostariki:
  - a) Nicoya, na poluotoku Nicoya
  - b) Orisi ili Orosi, južno od jezera Nicaragua.

## Kultura i povijest
Prema ranim španjolskim kronikama skupine Čorotega migriraju prema jugu davno prije dolaska bijelih konkvistadora tjerajući domaća plemena sa svog novog staništa, proširivši se tako sve do u Kostariku. bili su naoružani lukom i strijelom i štitili se u ratu pamučnim oklopima. Neki njihovi običaji i svakako su potjecali od razvijenijih Nahua sa sjevera, kao što su ljudska žrtvovanja. Imali su cijeli panteon bogova koje su obožavali u posebno izgrađenim svetištima. Odlikovali su se i osebujnim lončarskim proizvodima. Odličnici Čorotega su se tatauirali (tetovirali), a prakticirali su i tjelesna samosakaćenja ušiju, jezika i genitalija. Bili su lovci, ribari i biljogojci.

## Populacija
Etnička populacija 2000. iznosi 795